# Matbil

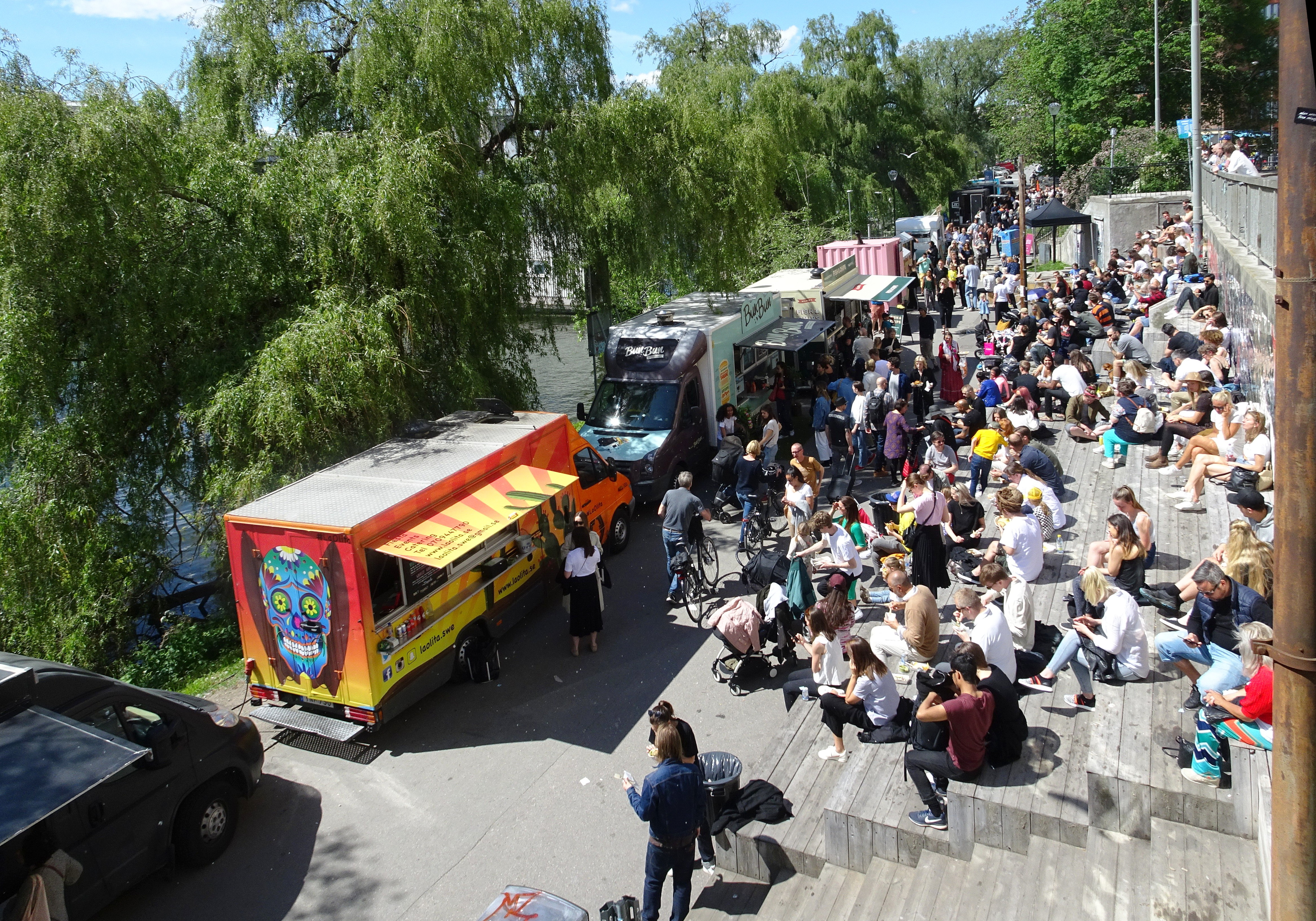
Matbilar vid Hornstulls strand i Stockholm

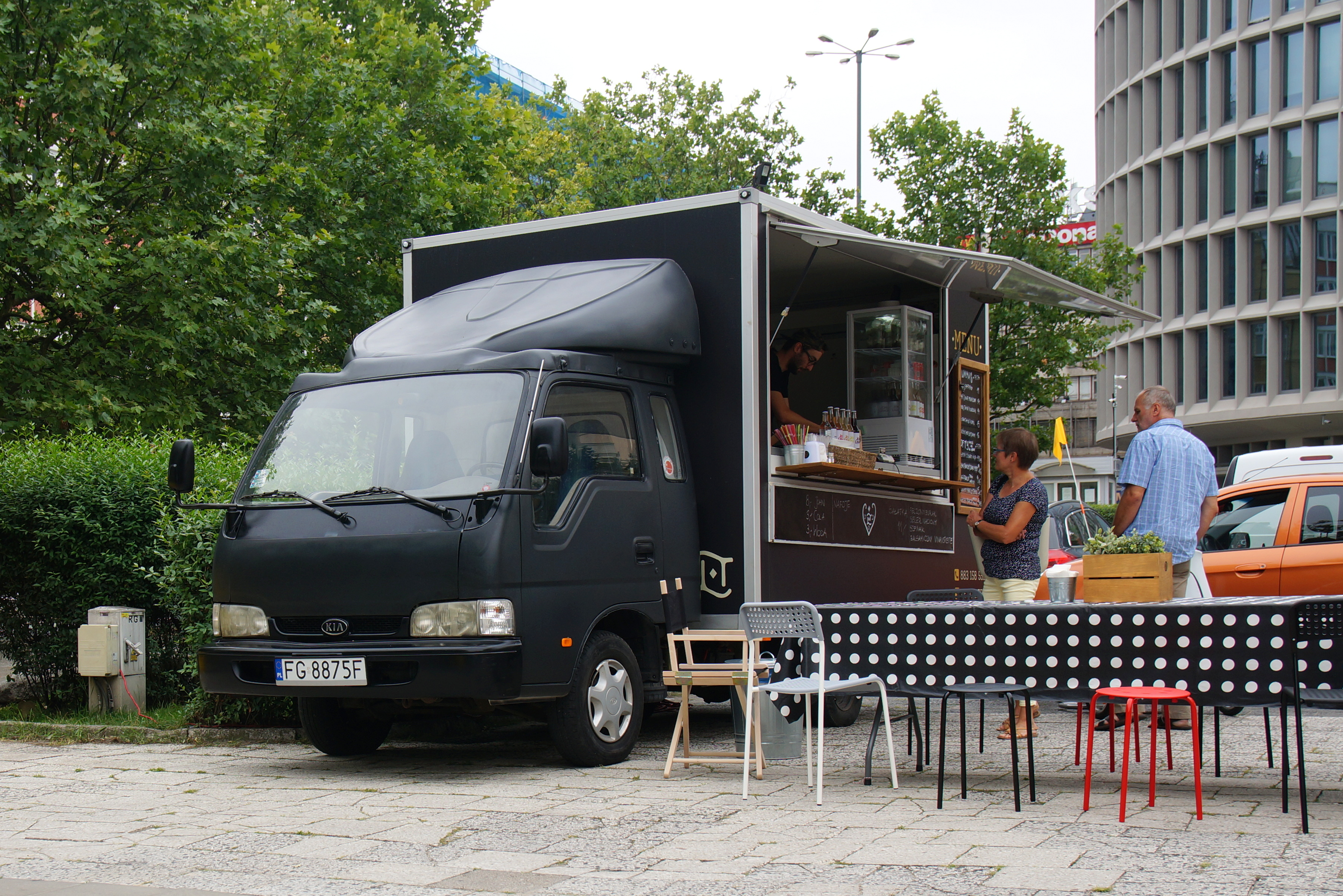
Matbil i Poznań

En matbil, också kallad food truck eller streetfoodbil, är ett specialinrett motordrivet vägfordon, ofta lätt lastbil eller skåpbil, som används för att laga, servera och transportera mat, dryck, desserter, godis och glass. Bilen kan vara utformad på många olika sätt beroende på vilken typ av försäljning som bilen är avsedd för, men kan fungerar som exempelvis ett rullande restaurangkök, korvkiosk eller glassbil. Matbilar är vanliga vid större evenemang. Mat som säljs på detta sätt kallas ofta streetfood.

## I Sverige
I Sverige är företeelsen med matbilar ganska ny. Första tillstånden (nyttoparkeringstillstånd) att sälja mat från matbilar på gatan gavs år 2013 av Stockholms kommuns trafikkontor. Göteborgs kommun och Tekniska nämnden i Malmö kommun följde efter 2014.
För att driva en food truck krävs ett fordon som är anpassat för servering, med en lucka på höger sida. Fordonen kontrolleras av kommunernas miljöförvaltningar. I Stockholm fanns 2018 46 giltiga food truck-tillstånd, några färre under pandemin, och 2021 och 2022 49 respektive 69 tillstånd.
En annan typ av matförsäljning har förekommit från liknande bilar under längre tid, exempelvis från fiskbilar, som säljer fisk och skaldjur på marknader och torg. Redan under 1920-talet började kött- och fiskbilar köra ut frusna råvaror och mat till mindre orter för försäljning direkt från bilen, där glassbilen ifrån hemglass, vilka började rulla 1968, kan ses som en fortsättning.